# 尤寧維爾 (伊利諾伊州馬薩克縣)
尤寧維爾（英語：Unionville）是位於美國伊利諾伊州馬薩克縣的一個非建制地區。該地的面積和人口皆未知。

## 地理
尤寧維爾的座標為37°07′20″N 88°32′48″W / 37.12222°N 88.54667°W，而該地的平均海拔高度為113米（即371英尺）。